# かっこつかないね
「かっこつかないね」は、1988年8月17日にリリースした田原俊彦の33作目のシングル。

## 背景
田原自身が主演したフジテレビ系テレビドラマ『金太十番勝負!』の主題歌に起用された。

## リリース
1988年8月17日に、ポニーキャニオンのNAVレーベルから、7インチレコードとCT、8cmCDの3形態で発売された。

## 収録曲
| 全作曲: 筒美京平、全編曲: 船山基紀。 |                                      |          |            |
| #                                    | タイトル                             | 作詞     | 作曲・編曲 |
| 1.                                   | 「かっこつかないね」                 | 松井五郎 | 筒美京平   |
| 2.                                   | 「OPEN YOUR HEART -イキにいこうよ-」 | 森浩美   | 筒美京平   |

| 全作曲: 筒美京平、全編曲: 船山基紀。 |                                                            |          |            |
| #                                    | タイトル                                                   | 作詞     | 作曲・編曲 |
| 1.                                   | 「かっこつかないね」                                       | 松井五郎 | 筒美京平   |
| 2.                                   | 「OPEN YOUR HEART -イキにいこうよ-」                       | 森浩美   | 筒美京平   |
| 3.                                   | 「かっこつかないね」(オリジナル・カラオケ)                 |          | 筒美京平   |
| 4.                                   | 「OPEN YOUR HEART -イキにいこうよ-」(オリジナル・カラオケ) |          | 筒美京平   |

## 参加ミュージシャン
| かっこつかないね - Drums : 島村英二 - E.Bass : 美久月千晴 - E.Guitar : 芳野藤丸 - Keyboard : 山田秀俊, 矢島マキ - Trumpet : 数原晋, 荒木敏男 - Trombone : 西山健治 - Sax : Jake H.Conception - Chorus : EVE | OPEN YOUR HEART -イキにいこうよ- - Synthesizer : 船山基紀, 大谷和夫 - Chorus : 木戸泰弘, 比山貴咏史, 広谷順子 - Synthesizer Operator : 助川宏 |